# Janbernd Oebbecke
Johannes Bernhard genannt Janbernd Oebbecke (* 15. August 1950 in Werdohl, Sauerland) ist ein deutscher Rechts- und Verwaltungswissenschaftler. Er ist emeritierter Professor der Westfälischen Wilhelms-Universität (WWU) Münster und war von 1997 bis 2018 Geschäftsführender Direktor des Freiherr-vom-Stein-Instituts.

## Leben
Oebbecke studierte ab 1969 Rechtswissenschaft an der Universität Münster und schloss 1974 mit der ersten juristischen Staatsprüfung ab. Anschließend absolvierte er das Referendariat (mit einer Wahlstation an der Verwaltungshochschule Speyer) und legte 1977 die zweite juristische Staatsprüfung ab. 1979 wurde er durch die Universität Münster zum Dr. iur. promoviert.
Danach war er zwei Jahre als Verwaltungsbeamter beim Landschaftsverband Westfalen-Lippe tätig. 1981 übernahm Oebbecke die Leitung des neu errichteten Freiherr-vom-Stein-Instituts, der wissenschaftlichen Forschungsstelle des Landkreistages Nordrhein-Westfalen. 1986 habilitierte er sich an der Universität Münster mit Lehrbefugnis für öffentliches Recht und Verwaltungslehre. Noch im selben Jahr übernahm er die Vertretung eines Professors für öffentliches Recht an der WWU.
1987 wurde Oebbecke zum Beigeordneten des Landkreistages Nordrhein-Westfalen gewählt, 1992 stieg er zum Ersten Beigeordneten auf. 1991 ernannte ihn die Universität Münster zum außerplanmäßigen Professor. 1994 wechselte Oebbecke an die Heinrich-Heine-Universität (HHU) Düsseldorf, die ihn auf eine Professur für Öffentliches Recht und Verwaltungslehre rief. Zudem wurde er erster Dekan der in diesem Jahr neugegründeten Juristischen Fakultät der HHU.
Als Nachfolger von Werner Hoppe wurde Oebbecke 1997 Geschäftsführender Direktor des Freiherr-vom-Stein-Instituts. Zudem folgte er im selben Jahr einem Ruf zurück an die Universität Münster, wo er ebenfalls eine Professur für Öffentliches Recht und Verwaltungslehre übernahm. Im Jahr 2000 wurde er außerdem zum Geschäftsführenden Direktor des Kommunalwissenschaftlichen Instituts der Universität ernannt. 2003/04 sowie von 2006 bis 2014 stand er dem akademischen Senat der WWU vor. Im akademischen Jahr 2016 übernahm Oebbecke das Amt des Dekans der Rechtswissenschaftlichen Fakultät. Im Frühjahr 2018 wurde er emeritiert. Die Leitung des Freiherr-vom-Stein-Instituts übergab er im selben Jahr an Hinnerk Wißmann.
Oebbeckes Forschungsschwerpunkte sind besonderes Verwaltungsrecht (insbesondere Kommunalrecht, Sparkassenrecht, Gebührenrecht, Denkmalschutzrecht), allgemeines Verwaltungsrecht, Staatsrecht (vor allem Organisationsrecht, Rechtsfragen des Islam in Deutschland) sowie Verwaltungswissenschaft (kommunale Selbstverwaltung und Landesverwaltung). Oebbecke ist einer der Herausgeber der Neuen Zeitschrift für Verwaltungsrecht und war Teilnehmer der ersten Phase der Deutschen Islamkonferenz (2006–2009).
Im September 2019 gehörte er zu den etwa 100 Staatsrechtslehrern, die sich mit dem offenen Aufruf zum Wahlrecht Verkleinert den Bundestag! an den Deutschen Bundestag wandten.

## Werke (Auswahl)
- Gemeindeverbandsrecht Nordrhein-Westfalen. Deutscher Gemeindeverlag: Köln 1984, ISBN 3-555-00623-1.
- Weisungs- und unterrichtungsfreie Räume in der Verwaltung. Deutscher Gemeindeverlag: Köln, zugleich Habilitation Univ. Münster 1986, ISBN 3-555-00693-2.
- Demokratische Legitimation nicht-kommunaler Selbstverwaltung. In: Verwaltungsarchiv. Band 81, 1990, S. 349–369.
- Reichweite und Voraussetzungen der grundgesetzlichen Garantie des Religionsunterrichts. In: Deutsches Verwaltungsblatt. (DVBl) 1996, S. 336–344.
- Verwaltungszuständigkeit. In: Josef Isensee, Paul Kirchhof: Handbuch des Staatsrechts der Bundesrepublik Deutschland. Band VI, 3. Auflage, C.F. Müller, Heidelberg 2008, § 136.

Als Herausgeber
- mit Adel Theodor Khoury, Peter Heine (Hrsg.): Handbuch Recht und Kultur des Islams in der deutschen Gesellschaft. Gütersloher Verlagshaus, Gütersloh 2000, darin: Das deutsche Recht und der Islam. S. 287–327.
- Muslimische Gemeinschaften im deutschen Recht. Peter Lang, Frankfurt 2003, ISBN 3-631-39921-9.
- mit Sabine Mecking (Hrsg.): Zwischen Effizienz und Legitimität. Kommunale Gebiets- und Funktionalreformen in der Bundesrepublik Deutschland in historischer und aktueller Perspektive (= Forschungen zur Regionalgeschichte. Band 62), Schöningh, Paderborn 2009, ISBN 978-3-506-76852-0.